# Đồng Đức Bốn
Đồng Đức Bốn (30 tháng 3 năm 1948 - 14 tháng 2 năm 2006) là một nhà thơ Việt Nam.

## Tiểu sử
Đồng Đức Bốn được sinh ra trong một gia đình lao động nghèo ở ngoại ô Hải Phòng. Năm 1966, ông gia nhập lực lượng Thanh niên xung phong. Sau đó, ông làm thợ cơ khí (bậc 6 trên 7) tại Xí nghiệp Cơ giới của Tổng Công ty Xây dựng Bạch Đằng (Hải Phòng), Xí nghiệp Cơ khí 20-7 rồi Công ty Xuất nhập khẩu gia cầm Hải Phòng. Ông được làm đại diện cho công ty này tại Hà nội và bắt đầu sáng tác thơ vào cuối những năm 1980.
Ông là hội viên Hội Nhà văn Việt Nam. Đồng Đức Bốn mất ngày 14 tháng 2 năm 2006 tại nhà riêng ở thôn Song Mai, xã An hồng, huyện An Hải, Thành phố Hải Phòng khi ông 58 tuổi bởi bệnh ung thư phổi.

## Các tác phẩm
- Con ngựa trắng và rừng quả đắng. Nhà xuất bản Văn học, 1992
- Chăn trâu đốt lửa. Nhà xuất bản Lao động, 1993
- Trở về với mẹ ta thôi. Nhà xuất bản Hội nhà văn, 2000
- Cuối cùng vẫn còn dòng sông. Nhà xuất bản Hội nhà văn, 2000
- Chuông chùa kêu trong mưa 2002
- Chim mỏ vàng và hoa cỏ độc. Nhà xuất bản Hội nhà văn 2006 (tập thơ cuối cùng, dày 1.108 trang)

## Thơ Đồng Đức Bốn
Trở về với mẹ ta thôi
(trích)
Chẳng ai biết đến mẹ tôi
Bạc phơ mái tóc bên trời hoa mơ
Còng lưng gánh chịu gió mưa
Nát chân tìm cái chửa chưa có gì
Cầm lòng bán cái vàng đi
Để mua những cái nhiều khi không vàng…
Trở về với mẹ ta thôi
Giữa bao la một khoảng trời đắng cay
Mẹ không còn nữa để gầy
Gió không còn nữa để say tóc buồn
Người không còn dại để khôn
Nhớ thương rồi cũng vùi chôn đất mềm…
Chăn Trâu đốt lửa
Chăn trâu đốt lửa trên đồng
Rạ rơm thì ít gió đông thì nhiều
Mải mê đuổi một con diều
Củ khoai nướng để cả chiều thành tro.
Yêu một ngày hơn triệu mùa đông
Em bỏ chồng về ở với tôi không"

## Đánh giá
Đồng Đức Bốn có nhiều đóng góp quan trọng trong thể loại thơ lục bát. Thơ lục bát của ông với cách ngắt nhịp, dùng từ và rất giàu hình ảnh với tứ thơ sâu sắc đã chinh phục được bạn đọc. Nhà văn Nguyễn Huy Thiệp nhận xét về thơ của ông là trong khoảng 80 bài thơ, có khoảng 15 bài thơ cực hay, tài tử vô địch, nhưng có nhiều bài cũng chẳng ra gì.